# Jean-Baptiste Lamy

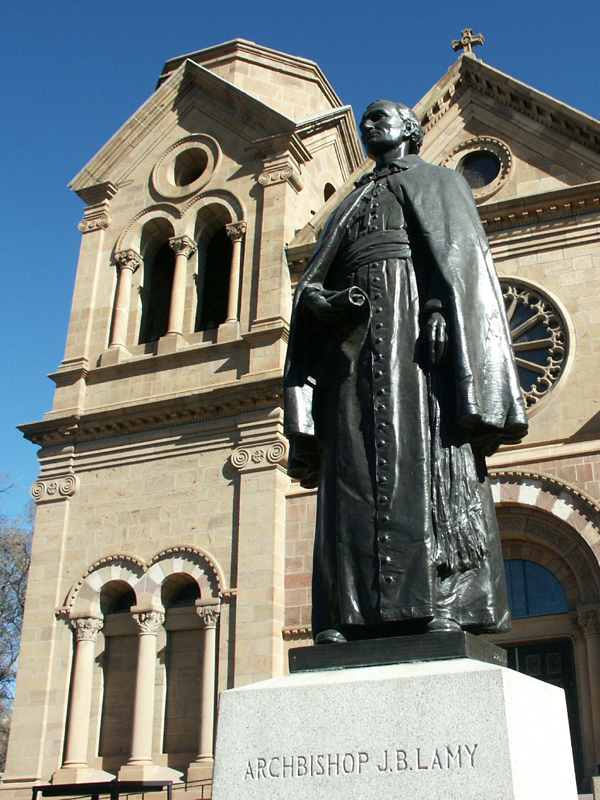
Estatua de bronce de Lamy en el exterior de la Catedral basílica de San Francisco de Asís, en Santa Fe, Estados Unidos.

Jean-Baptiste Lamy (Lempdes, 11 de octubre de 1814 - Santa Fe, 13 de febrero de 1888) fue un sacerdote católico francés y el primer arzobispo de Santa Fe, Nuevo México, Estados Unidos. La novela La muerte llama al arzobispo, de Willa Cather, está basada en su vida.

## Infancia y juventud
Lamy nació en Lempdes, Puy de Dôme, en la región de Auvernia, Francia. Completó sus estudios clásicos en el seminario menor de Clermont y los teológicos en Montferrand, donde fue ordenado sacerdote el 22 de diciembre de 1838.

## Misionero
Tras unos meses como coadjutor en su diócesis, Lamy solicitó unirse al obispo John Baptist Purcell, de Cincinnati, Ohio, Estados Unidos. Como misionero, trabajó en numerosas misiones de Ohio y Kentucky, donde, para su sorpresa, fue nombrado obispo titular de Agathonica y responsable del recientemente creado vicariato apostólico de Nuevo México el 23 de julio de 1850. Tras un lento y laborioso viaje, Lamy llegó a Santa Fe en el verano de 1851, acompañado por el padre Joseph Machebeuf.

## Obispo
Los primeros esfuerzos de Lamy se centraron en la reforma de la Iglesia de Nuevo México, construyendo más iglesias, creando nuevas parroquias, conventos y escuelas. Prohibió terminantemente el matrimonio de los sacerdotes y suprimió algunas hermandades religiosas, como la de los penitentes. Su ortodoxia, así como su nacionalidad, no fue bien recibida por una parte del clero local que, capitaneado por el padre Antonio José Martínez, un destacado sacerdote de origen mexicano, se enfentó a muchas de sus reformas.
El 12 de febrero de 1875, la diócesis fue elevada a archidiócesis, siendo Lamy su primer arzobispo.

## Legado
Lamy fue el propulsor de la construcción de la Catedral basílica de San Francisco de Asís y de la capilla de Loreto en Santa Fe, ambos edificios de estilo neorrománico.
Tras su muerte por neumonía el 13 de febrero de 1888, fue enterrado en la basílica y, en 1925 se erigió una estatua conmemorativa en el exterior de la catedral y una población, Lamy, fue bautizada en su honor.
Fue sucedido como arzobispo por Jean-Baptiste Salpointe, también originario de Auvernia.